# HD 85519
HD 85519，又名BD-15 2920，SAO 155553、HR 3908，是一颗恒星，视星等为6.08，位于銀經252.72，銀緯28.36，其B1900.0坐标为赤經9h 47m 13.1s，赤緯-16° 28.36′ 50″。